# Филипп (Капетанидис)
Митрополит Филипп (греч. Μητροπολίτης Φίλιππος Καπετανίδης; 1941, Стамбул — 18 октября 1997, Стамбул) — епископ Константинопольской православной церкви, митрополит Тианский (1984—1997).

## Биография
Родился в 1941 году в Стамбуле.
В 1964 году окончил Халкинскую богословскую школу, где в 1962 году был рукоположен в сан иеродиакона. С 1964 года исполнял в Константинопольской патриархии должность кодикографа Священного синода, а с 1970 года — младшего секретаря (ипограмматеуса) Священного синода.
В 1974 году был рукоположен в сан иеромонаха.
11 марта 1984 года был рукоположен в сан титулярного епископа Тианского, а 8 июня 1993 года возведён в достоинство действующего митрополита. С 1984 по 1997 год ему было поручено руководить регионом Босфора; также с 1995 года был протосинкеллом патриархии.
Скончался 18 октября 1997 года. 21 октября в патриаршем соборе святого Георгия в Фанаре митрополит Имврский и Тенедский Фотий (Савваидис) совершил чин отпевания.